# Kościół św. Mikołaja w Imielnie
Kościół świętego Mikołaja – rzymskokatolicki kościół parafialny należący do dekanatu jędrzejowskiego diecezji kieleckiej.

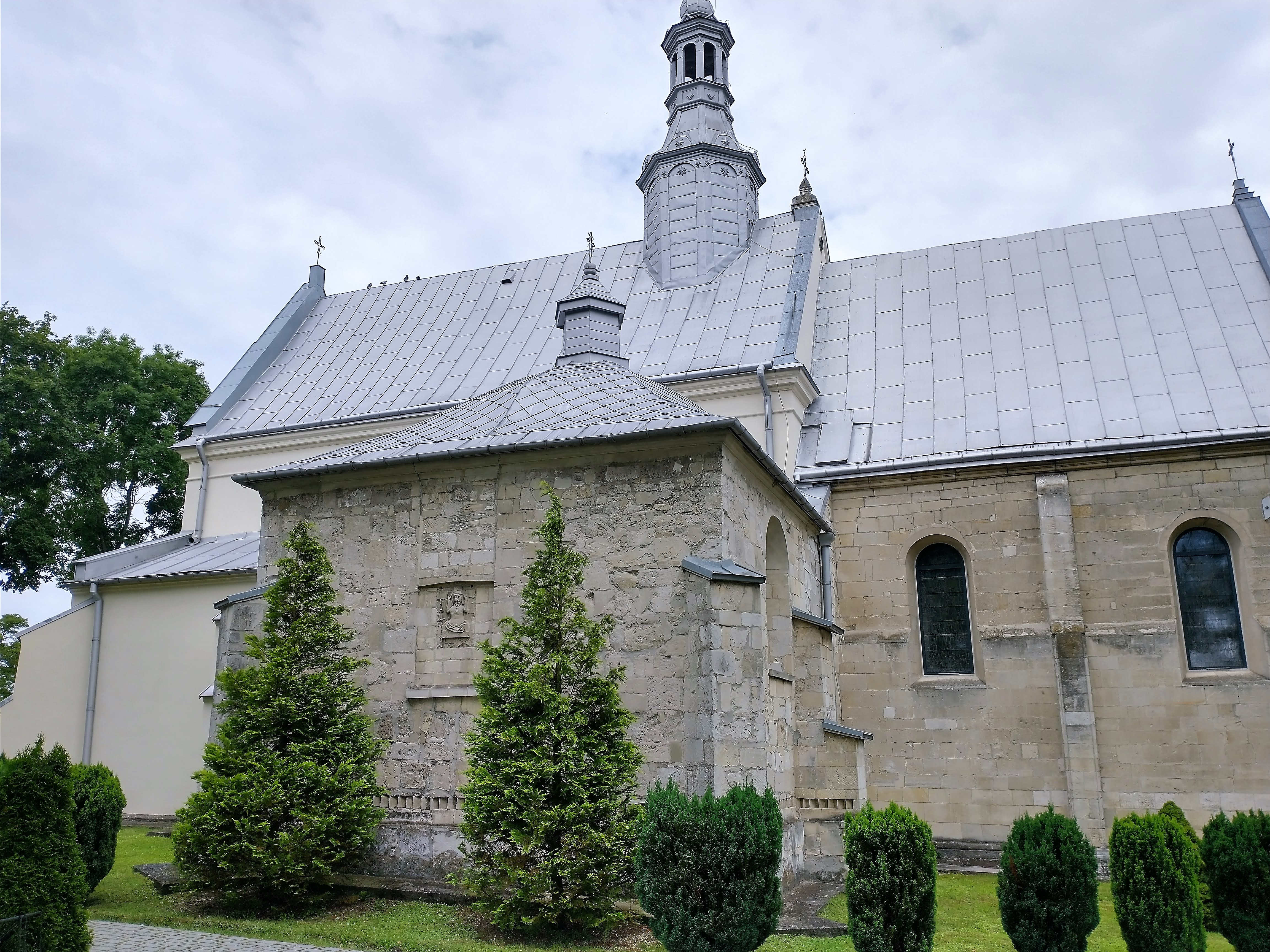
Fragment elewacji bocznej

Kościół został zbudowany z kamiennych ciosów wapienia pińczowskiego przez budowniczych cysterskich z Jędrzejowa około 1224 roku. Chociaż bryła świątyni jest obecnie zakłócona przez dobudówki, powstałe w XV i XVII wieku (od strony północnej m.in. kaplica barokowa i zakrystia, natomiast od strony południowej kaplica gotycka), to niezmieniony został układ wnętrza. Świątynia powstała jako trzynawowa posiadająca prosto zamknięte, obszerne prezbiterium nakryte dwoma przęsłami sklepienia żebrowego. Z pierwotnego założenia zachowały się mury obwodowe. 
Elementy stylu romańskiego zachowały się w prezbiterium świątyni. Na jego północnej ścianie zachowały się półkoliście zamknięte oryginalne otwory okienne, są tam również umieszczone tzw. służki – kolumienki, które podtrzymywały romańskie sklepienie. Z lewej strony ołtarza zachował się zamurowany późnogotycki portal, natomiast obecnie do zakrystii wchodzi się przez barokowy portal wykonany z marmuru i kute drzwi z XVII wieku. Ciekawe witraże przedstawiające św. Julię i cesarza Konstantyna zostały sprowadzone w 1880 roku z Paryża przez rodzinę Pusłowskich.
W ołtarzu głównym znajduje się barokowy obraz Matki Bożej Szkaplerznej, na zasuwie – obraz św. Mikołaja, patrona świątyni. W bocznych kaplicach są umieszczone: ołtarz z figurą Chrystusa na krzyżu z XIX wieku i obraz św. Anny Samotrzeć z 1764 roku.

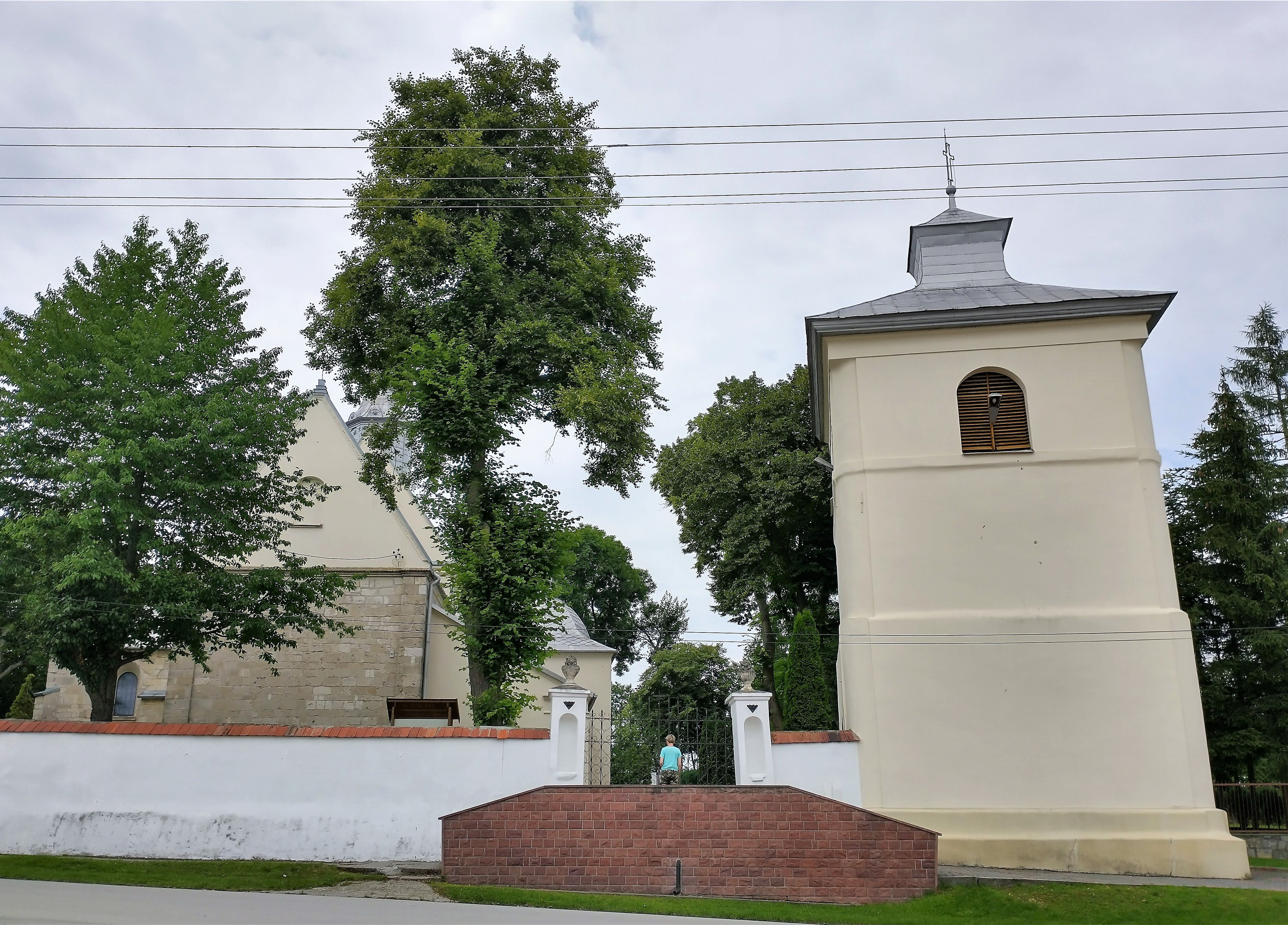
Dzwonnica

Świątynia posiada również cenne polichromie wykonane przez Tadeusza Brzozowskiego i jego żonę Barbarę Gawdzik–Brzozowską, inspirowane surrealizmem i twórczością Tadeusza Kantora, którego Brzozowski był współpracownikiem. Na sklepieniu świątyni zostały przedstawione m.in.: ostatnia wieczerza, adoracja krzyża przez anioły, zwiastowanie, pokłon Trzech Króli, koronacja Matki Boskiej.